# Захарије и Јелисавета
Свети Захарије је био отац Светог Јована Крститеља, син Варахијин, из племена Аронова, а Праведна Јелисавета кћи Совије, сестре Свете Ане, мајке Пресвете Богородице.
У време цара Ирода, првосвештеник Захарије служио је у јерусалимском храму. Према предању, у олтару му се јавио архангел Гаврило и објавио му да ће Јелисавета родити сина. Захарије је посумњао у његове речи, јер су и он и његова жена били стари. Захарије је тада од шока наводно занемео. Проговорио је тек када је, на дан обрезања детета, на дашчици написао: „Јован му је име“ (Лк. 1, 63). Касније, када је Ирод почео да убија децу у Витлејему и околини, послао је људе да убију и Захаријевог сина Јована. Јелисавета је са дететом побегла, а војници су убили Захарија пред олтаром.
Православна црква их прославља 18. септембра.